# Тюдор-Поул, Эдвард
Э́двард Тю́дор-По́ул (англ. Edward Tudor-Pole; 6 декабря 1955, Ламбет, Лондон, Англия, Великобритания) — английский актёр и певец.

## Биография
Эдвард Тюдор-Поул родился 6 декабря 1955 года в Ламбете (Лондон, Англия, Великобритания). Эдвард — внук спиритуалиста Уэллсли Тюдор-Поула (1884—1968).
Эдвард окончил «King Edward's School, Witley» и Королевскую академию драматического искусства.

## Карьера
Эдвард дебютировал в кино в 1979 году, сыграв роль в фильме «Панк может взять это». В 2002 году Тюдор-Поул сыграл роль мистера Борджина в фильме «Гарри Поттер и тайная комната», но сцены с его участием были удалены из окончательной версии фильма. Всего он сыграл в 46-ти фильмах и телесериалах.
Также Эдвард является певцом, лидером группы Tenpole Tudor, исполнил и написал песни к нескольким фильмам.

## Личная жизнь
У Эдварда есть сын.

## Избранная фильмография
| Год  |   | Русское название                      | Оригинальное название                   | Роль                           |
| ---- | - | ------------------------------------- | --------------------------------------- | ------------------------------ |
| 1979 | ф | Панк может взять это                  | Punk Can Take It                        | имя персонажа неизестно        |
| 1980 | ф | Великое рок-н-ролльное надувательство | The Great Rock 'n' Roll Swindle         | Джонни Роттен                  |
| 1986 | ф | Абсолютные новички                    | Absolute Beginners                      | Эд                             |
| 1986 | ф | Сид и Нэнси                           | Sid and Nancy                           | хозяин британской гостиницы    |
| 1987 | ф | Прямо в ад                            | Straight to Hell                        | Расти Циммерман                |
| 1988 | ф | Отсчёт утопленников                   | Drowning by Numbers                     | мистер Ван Дайк                |
| 1990 | ф | Белый охотник, чёрное сердце          | White Hunter Black Heart                | Рейссар                        |
| 1992 | с | Хроники молодого Индианы Джонса       | The Young Indiana Jones Chronicles      | Медилкот                       |
| 1994 | ф | Принцесса Карабу                      | Princess Caraboo                        | лорд Невилл                    |
| 1995 | ф | Большая Америка                       | The Big One                             | Питер МакКрейн                 |
| 1996 | с | Байки из склепа                       | Tales from the Crypt                    | Лу                             |
| 1997 | ф | Кулл-завоеватель                      | Kull the Conqueror                      | Энарос                         |
| 1998 | ф | Мумия: Принц Египта                   | Tale of the Mummy                       | слепой мужчина                 |
| 1998 | ф | Отверженные                           | Les Misérables                          | землевладелец                  |
| 2000 | ф | Перо маркиза де Сада                  | Quills                                  | Фрэнвал                        |
| 2002 | ф | Гарри Поттер и тайная комната         | Harry Potter and the Chamber of Secrets | мистер Борджин (сцены удалены) |
| 2004 | ф | Жизнь и смерть Питера Селлерса        | The Life and Death of Peter Sellers     | Спайк Миллиган                 |
| 2007 | с | Оливер Твист                          | Oliver Twist                            | мистер Слипсби                 |
| 2012 | с | Игра престолов                        | Game of Thrones                         | протестующий                   |